# Persicaria setacea
Persicaria setacea là một loài thực vật có hoa trong họ Rau răm. Loài này được (Baldwin) Small miêu tả khoa học đầu tiên năm 1903.